# 2044 Wirt
2044 Wirt (1950 VE) là một tiểu hành tinh bay qua Sao Hỏa được phát hiện ngày 8 tháng 11 năm 1950 bởi C. A. Wirtanen ở Đài thiên văn Lick.